# 奧爾比亞-滕皮奧省
奧爾比亞-滕皮奧省（義大利語：Provincia di Olbia-Tempio）原为意大利撒丁大区的一個省。面積3,399平方公里，人口138,334人。首府滕皮奥保萨尼亚和奧爾比亞。下分26市鎮。2016年时此省被取消。